# 本迪斯
本迪斯（英語：Bendis）。古希腊女性神祇之一。常于狩猎等相关活动。曾于公元前5世纪前后流行于古希腊各城邦，亦于艺术作品中得到广泛反映。